# Перейра да Силва, Теотоно
Теото́но Перейра да Силва (порт.-браз. Teotôno Pereira da Silva; род. 2 февраля 1935, Салвадор), также называемый Теото́нио (порт.-браз. Teotônio) — бразильский футболист, правый полузащитник и нападающий.

## Карьера
Теотонио начал играть в футбол с раннего возраста. Уже в 11 лет он выступал за команду района Риу-Вермилью, составленную из местных юношей. Далее футболист играл за другие команды штата — «Валенса» и «Жекие». В 1954, а по другим данным в 1956 году, Теотонио стал игроком «Галисии». Заработная плата игрока составила 4 миллиона крузейро в месяц. В 1956 году Теотонио стал игроком стартового состава команды и выступал за сборную штата. Контракт полузащитнику предложил «Палмейрас», однако предложение клуба из Сан-Паулу «Галисию» не устроило. Годом позже Теотонио стал игроком «Витории». И даже выиграл в составе команды чемпионат штата Баия.
9 октября 1958 года Теотонио был куплен клубом «Васко да Гама». Сумма трансфера составила 240 миллионов крузейро, плюс один миллион самому футболисту. Заработная плата полузащитника составила 15 миллионов крузейро в месяц. 1 ноября 1958 года Теотонио дебютировал в составе команды в матче с «Португезой» (1:2) в рамках чемпионата штата Рио-де-Жанейро, турнира, выигранного «Васко». 25 июля 1959 года он забил первый мяч за клуб, поразив ворота «Сан-Кристована» (6:0). За три сезона в «Васко да Гаме» Теотонио, который до этого выступал только справа в полузащите, был передвинут главным тренером клуба Градином в нападение. При этом футболист там играл и справа, и слева. Ко всему этому, Теотонио чаще всего рассматривался тренерским штабом как замена правого вингера Сабары.
В 1960 году Теотонио перешёл в «Коринтианс» из Президенти-Пруденти. Там он сыграл две сезона, и затем ненадолго стал игроком «Португезы Сантисты». После чего возвратился в «Коринтианс». Там футболист играл до 1970 года. Завершил карьеру Теотонио в том же году в «Витории».

## Международная статистика
| Матчи Теотонио за сборную Бразилии | Матчи Теотонио за сборную Бразилии | Матчи Теотонио за сборную Бразилии | Матчи Теотонио за сборную Бразилии | Матчи Теотонио за сборную Бразилии | Матчи Теотонио за сборную Бразилии | Матчи Теотонио за сборную Бразилии |
| ---------------------------------- | ---------------------------------- | ---------------------------------- | ---------------------------------- | ---------------------------------- | ---------------------------------- | ---------------------------------- |
| №                                  | Дата                               | Место проведения                   | Оппонент                           | Счёт                               | Голы                               | Турнир                             |
| 1                                  | 15 сентября 1957                   | Салвадор                           | Чили                               | 0:1                                | —                                  | Кубок Бернардо О’Хиггинса          |
| 2                                  | 18 сентября 1957                   | Салвадор                           | Чили                               | 1:1                                | —                                  | Кубок Бернардо О’Хиггинса          |

## Достижения
- Чемпион штата Баия: 1957
- Чемпион штата Рио-де-Жанейро: 1958